# Tokugawa Ieyoshi
Tokugawa Ieyoshi (徳川 家慶, Tokugawa Ieyoshi) 1793–1853; r. 1837–1853) est le 12e shogun du shogunat Tokugawa au Japon.
Il est le 2e fils du 11e shogun, Ienari Tokugawa, et emploie Mizuno Tadakuni pour conduire les réformes Tenpō.